# José Malhoa
José Vital Branco Malhoa – portugalski malarz i nauczyciel malarstwa.
W wieku zaledwie 12 lat wstąpił do Szkoły Sztuk Pięknych. We wszystkich latach nauki zdobywał pierwszą nagrodę w konkurasach organizowanych przez szkołę. Organizował liczne wystawy, zarówno w Portugalii jak i za granicą, zwłaszcza w Madrycie, Paryżu i Rio de Janeiro. Był pionierem naturalizmu w Portugalii. Należał do stowarzyszenia artystycznego Grupo do Leão obok takich twórców jak João Vaz, António Carvalho da Silva Porto, Cesário Verde oraz braci Columbano i Rafaela Bordalo Pinheiro.
Był pierwszym prezesem portugalskiego Narodowego Towarzystwa Sztuk Pięknych i został odznaczony Krzyżem Zakonu Santiago. W roku jego śmierci w 1933 roku, powstało muzeum jego imienia w Caldas da Rainha.

## Wybrane dzieła

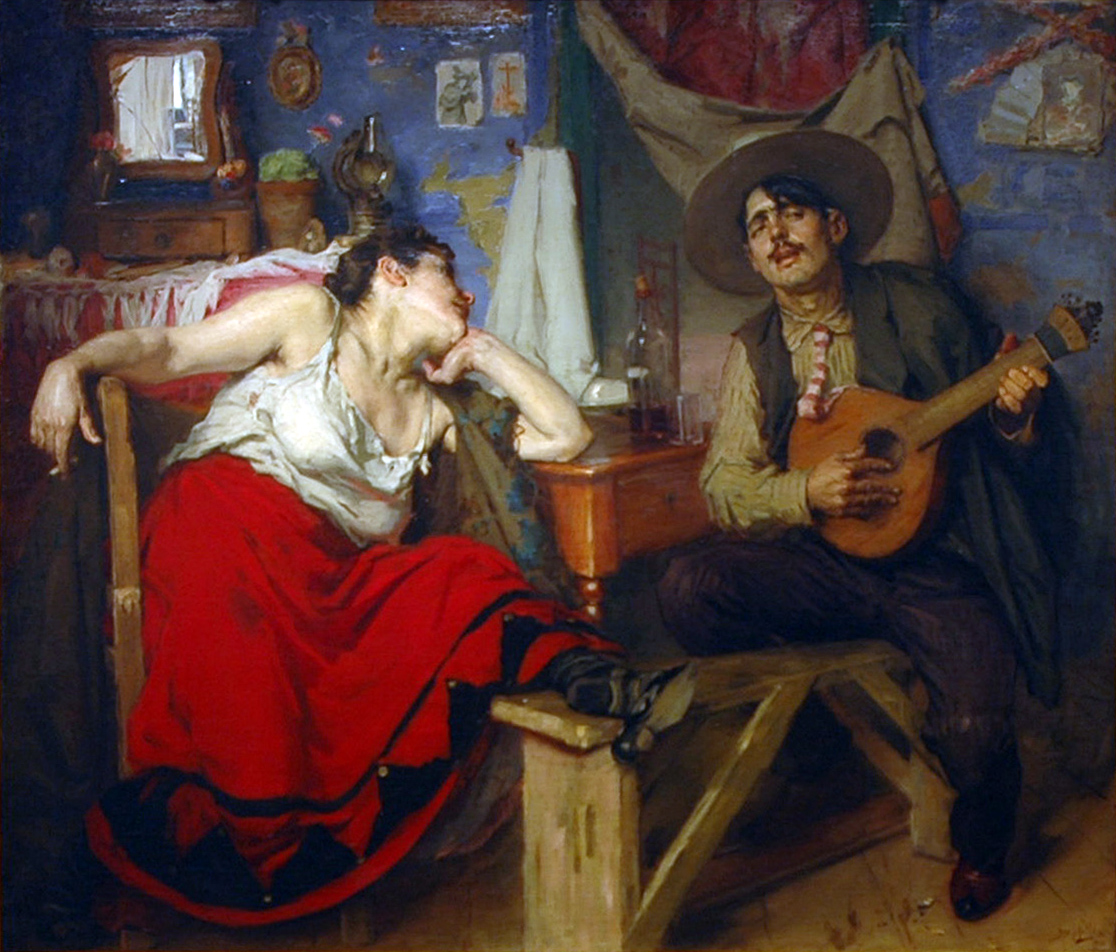
Fado, 1910

- O Ateliê do Artista (1893-94)
- Os Bêbados (1907)
- O Fado (1910)
- Praia das Maçãs (1918)
- Clara (1918)
- Outono (1918)
- Conversa com o Vizinho (1932)